# Имитаторът
„Имитаторът“ (на английски: Copycat) е американски психологически трилър от 1995 г. на режисьора Джон Еймъл и участват Сигорни Уийвър, Холи Хънтър и Дърмът Мълроуни. Музиката е композирана от Кристофър Йънг. Премиерата на филма се състои на 27 октомври 1995 г. от „Уорнър Брос“.